# Musées civiques de Pavie
Les musées civiques de Pavie (Musei Civici di Pavia) sont plusieurs musées à Pavie, en Lombardie, dans le nord de l'Italie. Ils sont hébergés dans le Castello Visconteo (en français, château Visconti), construit en 1360 par Galéas II Visconti, peu après avoir pris la ville, une cité-état libre jusque-là. L'architecte crédité est Bartolino de Novare. Le château était la résidence principale de la famille Visconti, tandis que la capitale politique de l'État était Milan. Au nord du château, un vaste parc était clos, comprenant également la chartreuse de Pavie, fondée en 1396 selon un vœu de Jean Galéas Visconti, censée être une sorte de chapelle privée de la dynastie Visconti. La bataille de Pavie (1525), point culminant des guerres d'Italie, se déroula dans le parc du château.
Les musées civiques de Pavie comprennent la Pinacoteca Malaspina, le Museo Archeologico et la Sala Longobarda, Sezioni Medioevale e Rinascimentale, Quadreria dell'800 (Collezione Morone), le Museo del Risorgimento, le Museo Robecchi Bricchetti et la Cripta di Sant'Eusebio.

## Histoire

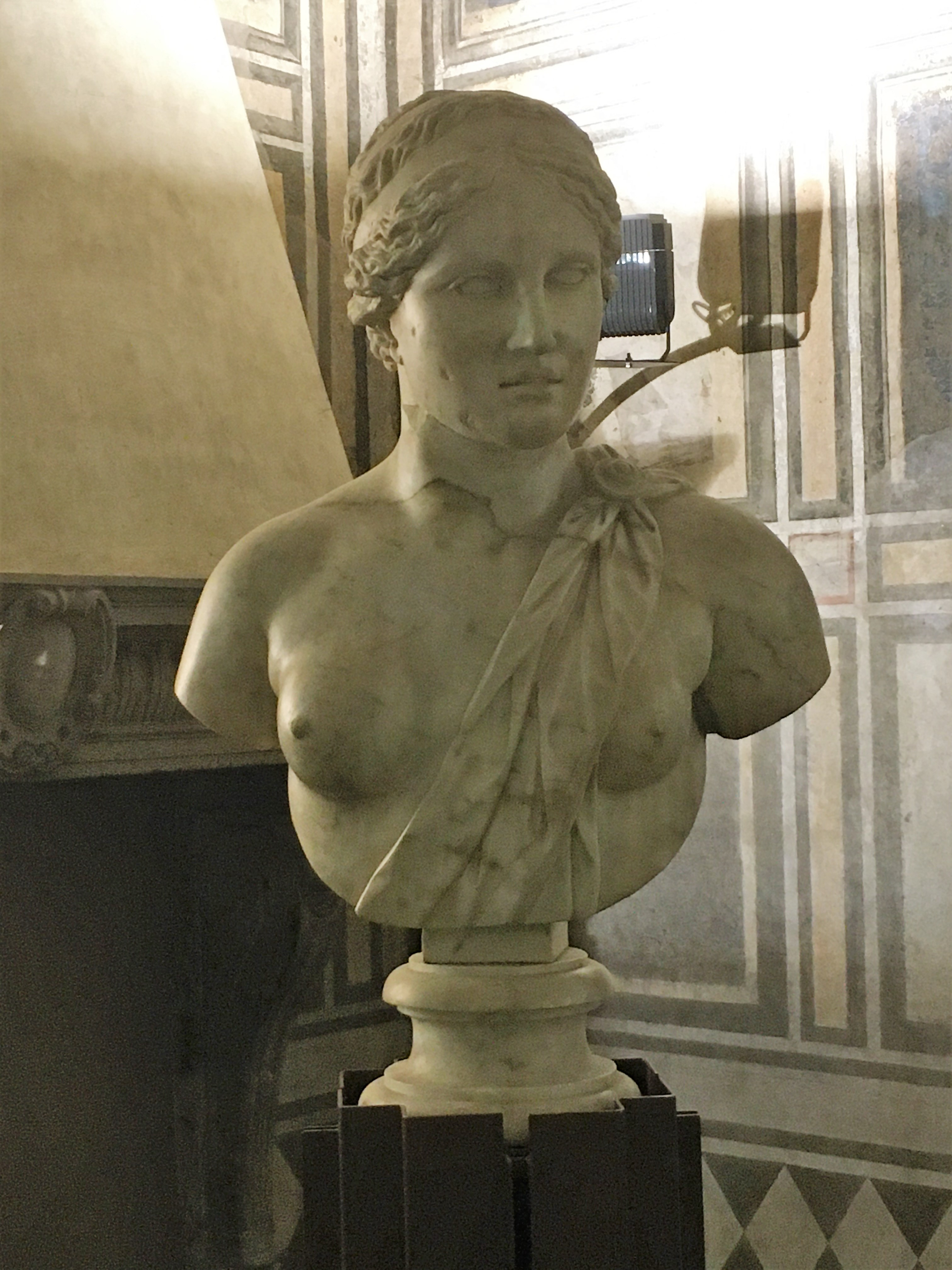
Artémis Soteira de Céphisodote l'Ancien.

Le musée a été construit par la volonté du marquis Luigi Malaspina di Sannazzaro, un artiste illuministe (1754/1835), qui a fait don de ses collections d'art à la municipalité à sa mort. La collection, qui au fil du temps s'est enrichie de nombreux dons, a d'abord été hébergée dans le palais Malaspina et n'a été transférée au château qu'en 1951,.

## Collections
La collection archéologique comprend des matériaux trouvés par hasard lors de travaux agricoles ou de construction ; le musée provient principalement de collections privées (collection Giuletti, Reale, etc.). Les arcades du rez-de-chaussée du château abritent le Lapidarium composé de stèles, sarcophages, autels funéraires et votifs, épigraphes, chapiteaux, colonnes et bornes romaines.

### Musée archéologique et Salle Lombarde
La première salle est dédiée au territoire de Ticinum (l'ancien nom de Pavie) à l'époque romaine et, entre autres découvertes, elle présente une zone sépulcrale, composée de tombes à crémation en brique et d'une pierre sépulcrale, du Ier siècle. trouvé à Casteggio. La salle abrite également les découvertes de la nécropole celtique trouvée en 1957 à Santa Cristina e Bissone, dont les objets funéraires remontent au IIe siècle av. J.-C. qui se caractérisent par la présence d'objets celtiques stylistiquement traditionnels combinés à des produits typiquement romains, tels que la vaisselle à glaçure noire. Une tombe et ses objets funéraires du Ier siècle trouvés à Pavie sont à la fois celtiques (dans les céramiques et les broches) et romains (dans les éléments en brique de la boîte et dans l'unguentarium en argile). Ceux-ci témoignent de la pénétration progressive de la culture romaine dans le monde celtique cisalpin. De la même époque remonte également une pièce de grand intérêt : une coupe en argent qui porte sur le rebord une inscription formée d'un nom ligure suivi d'une indication de pesée romaine trouvée près de Zerbo dans un groupe de tombes gallo-romaines à crémation et datée du IIe siècle av. J.-C.
Dans la deuxième salle est exposée la collection égyptienne, donnée par le marquis Malaspina di Sannazzaro (qui l'a achetée à Giuseppe Nizzoli, chancelier du consulat autrichien à Alexandrie entre 1818 et 1828), composée d'environ 150 artefacts. La collection égyptienne n'est pas la seule section du musée contenant des matériaux ne provenant pas de la région de Pavie : comme la collection de céramiques phéniciennes-puniques (rarement trouvée dans les musées italiens hors de Sardaigne) laissée par Francesco Reale en 1892 ou de la collection d'Italiotes  et des vases grecs apportés au musée par l'intermédiaire de collectionneurs Pavese du XIXe siècle.
Dans la même salle se trouve également la collection de verrerie romaine, probablement la plus importante du nord de l'Italie, dans laquelle se trouvent des pièces de la plus haute qualité et rareté, comme les canthares en verre bleu foncé de Frascarolo et la coupe d'Ennion. Le verre romain du musée se distingue par sa qualité et sa variété typologique. Dans la collection, attribuable dans la majorité des pièces aux Ier et IIe siècles, les techniques de traitement les plus diverses sont attestées.
À côté des objets de verrerie, il y a quelques sculptures de l'époque romaine trouvées dans la ville et sur son territoire, parmi lesquelles se distingue un buste en marbre grec représentant Artemis Soteira de Céphisodote l'Ancien, une copie romaine du Ier – IIe siècle apr. J.-C. Les salles III et IV exposent des vestiges romains trouvés à Pavie : céramiques, bronzes, céramique sigillée, céramiques de table fines, autres verres romains et de grandes découvertes architecturales et sculpturales, dont la statue d'un homme avec une toge, connue sous le nom de Muto du poignet au cou, datant du Ier – IIe siècle apr. J.-C. et venant de la porte ouest de la ville (Porta Marenga). Parmi les sculptures de l'époque romaine se trouve également un portrait féminin, en marbre grec représentant une femme d'âge mûr aux yeux profondément enfoncés et au chapeau  relevé sur la nuque, témoignage de la sculpture « cultivée » de Pavie du IIIe siècle. D'un monument sépulcral provient également une pierre de marbre à l'image d'Attis, datant du Ier siècle, des artefacts celtiques de la période de La Tène et des poteries vernissées, également du Ier siècle, en forme d'oiseau.

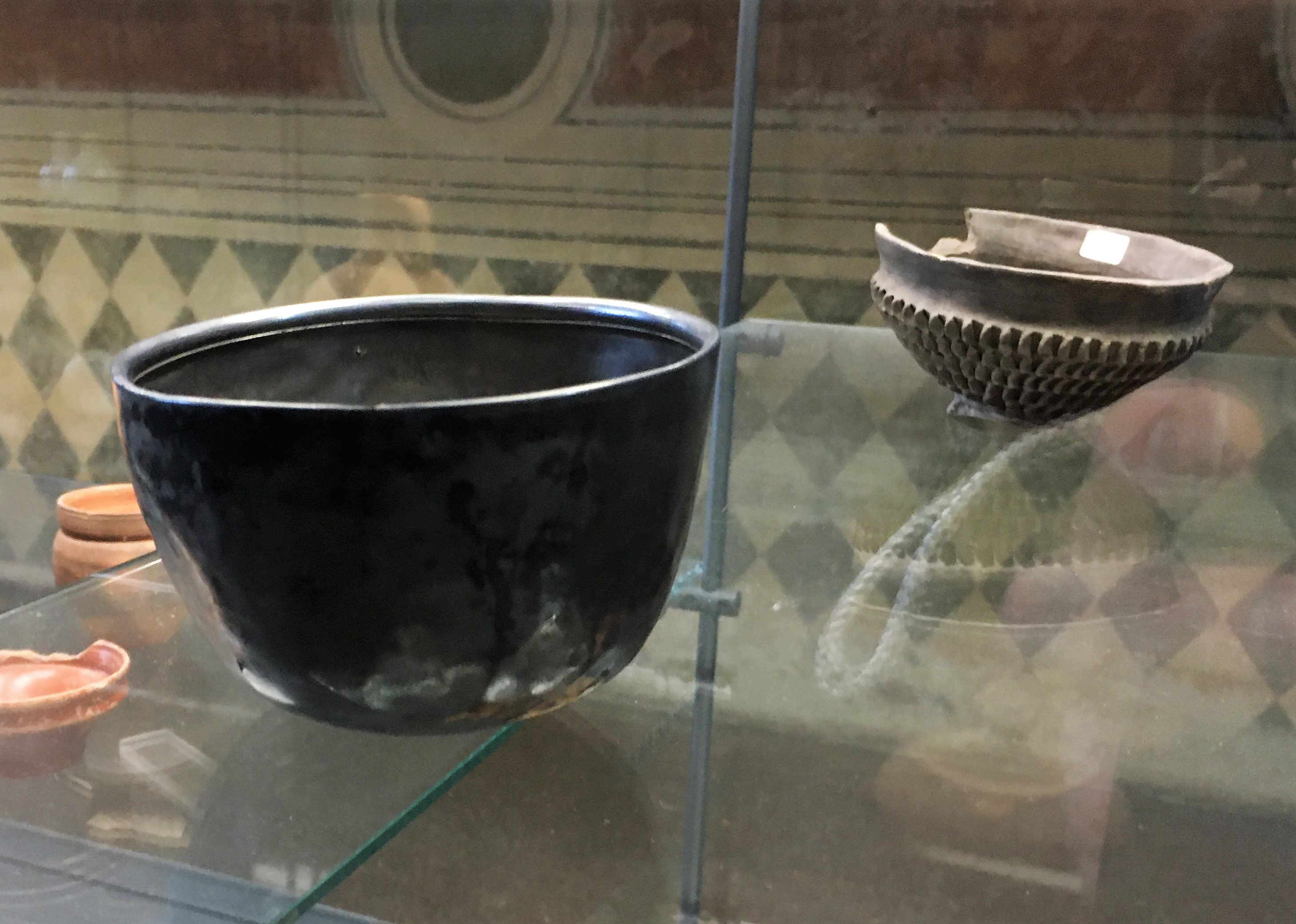
Coupe celtique en argent de Zerbo, IIe siècle av. J.-C.
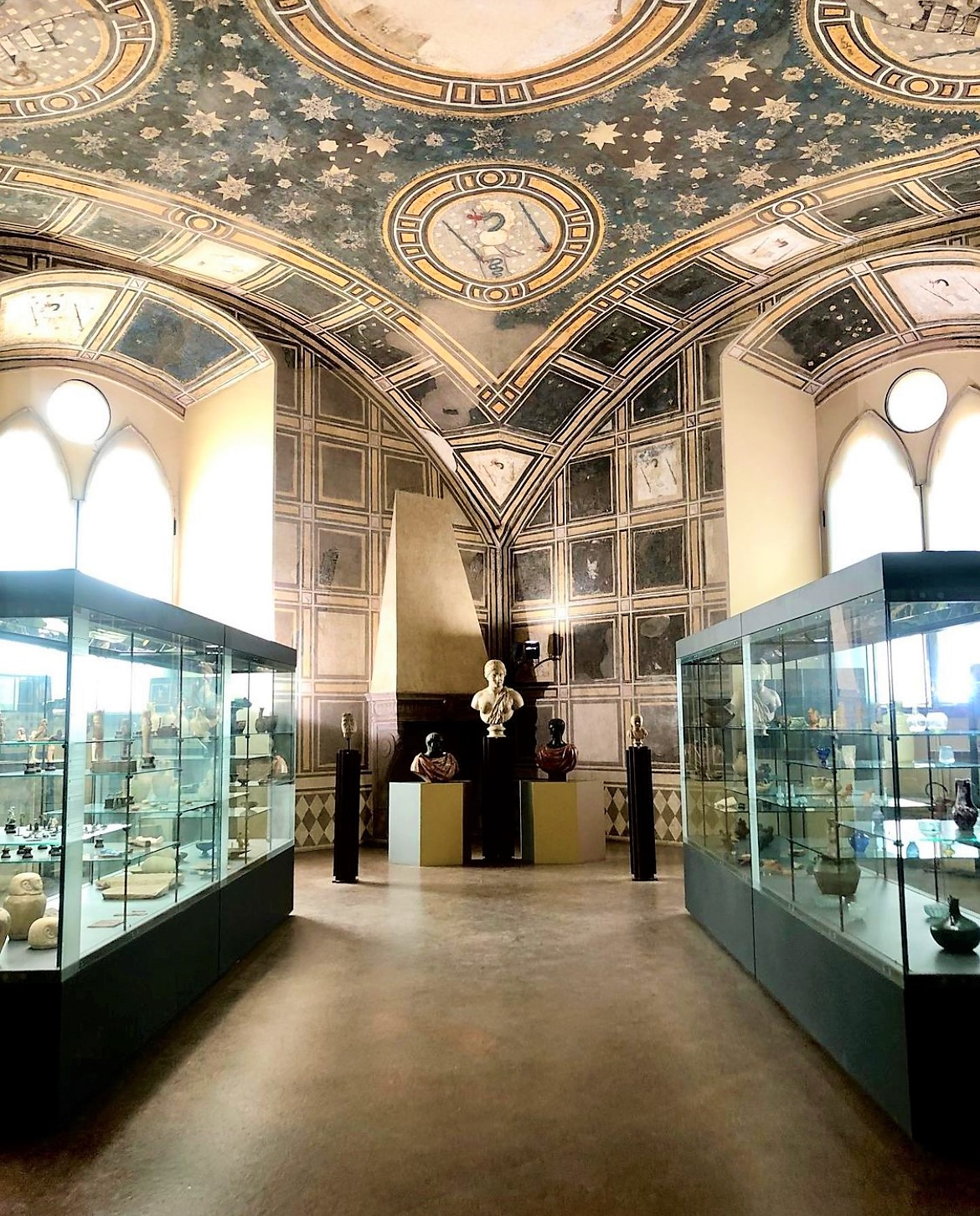
La chambre bleue avec la collection égyptienne.
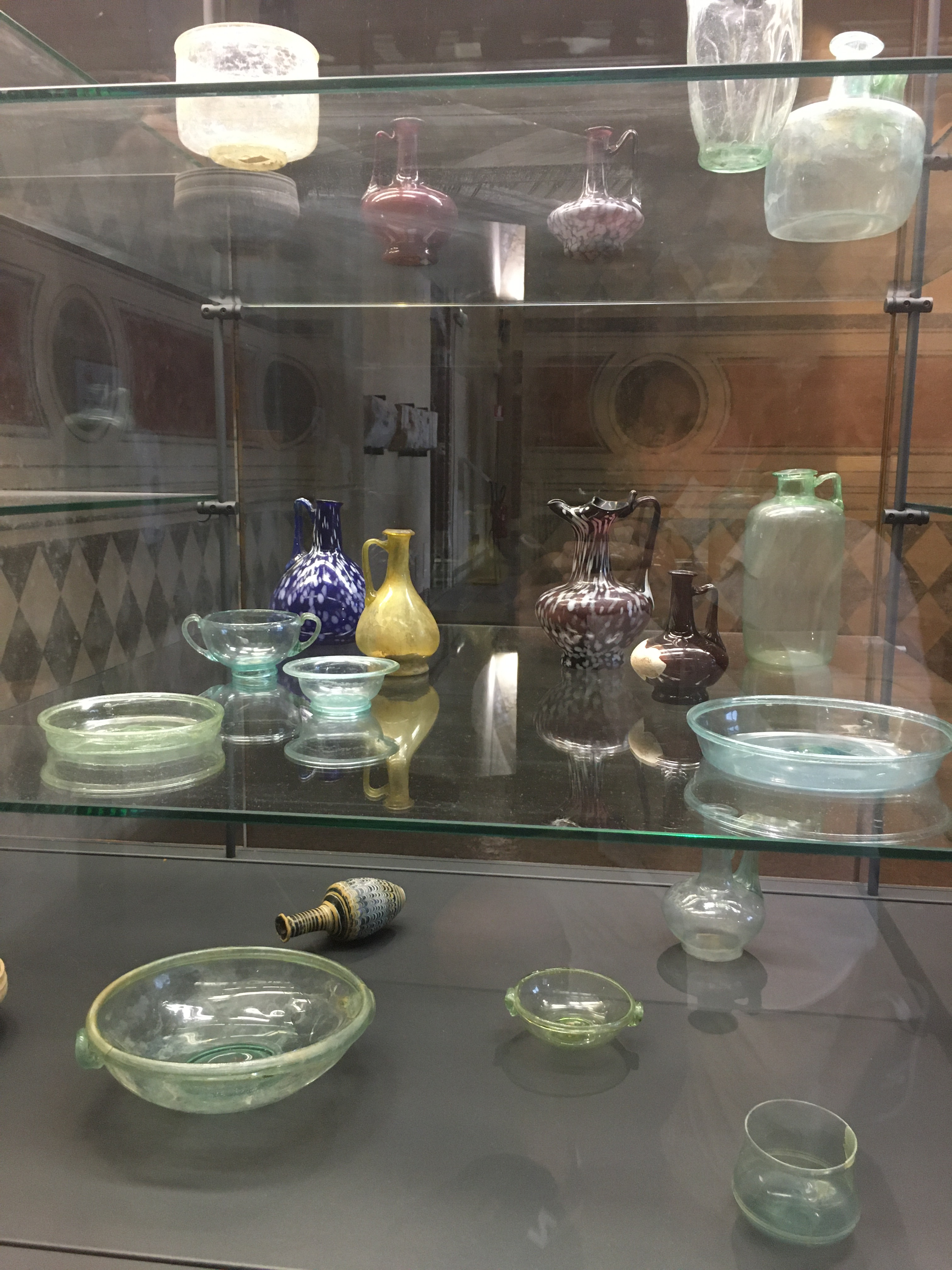
Une partie du verre romain.
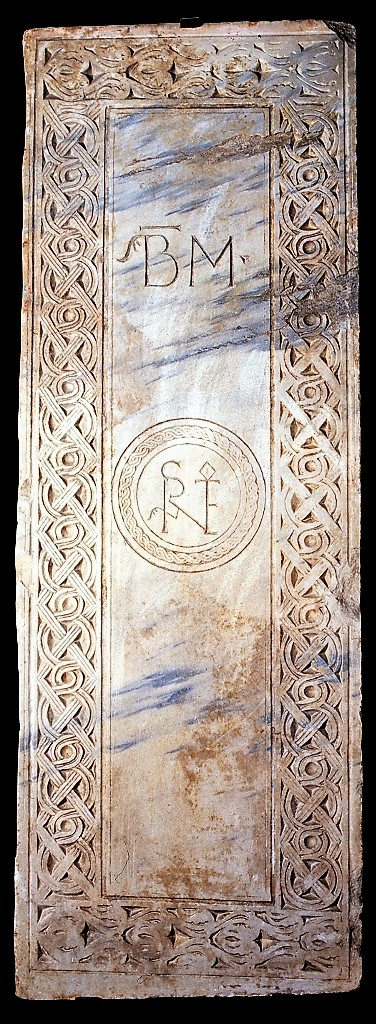
Pierre tombale de Boèce, VIe siècle.
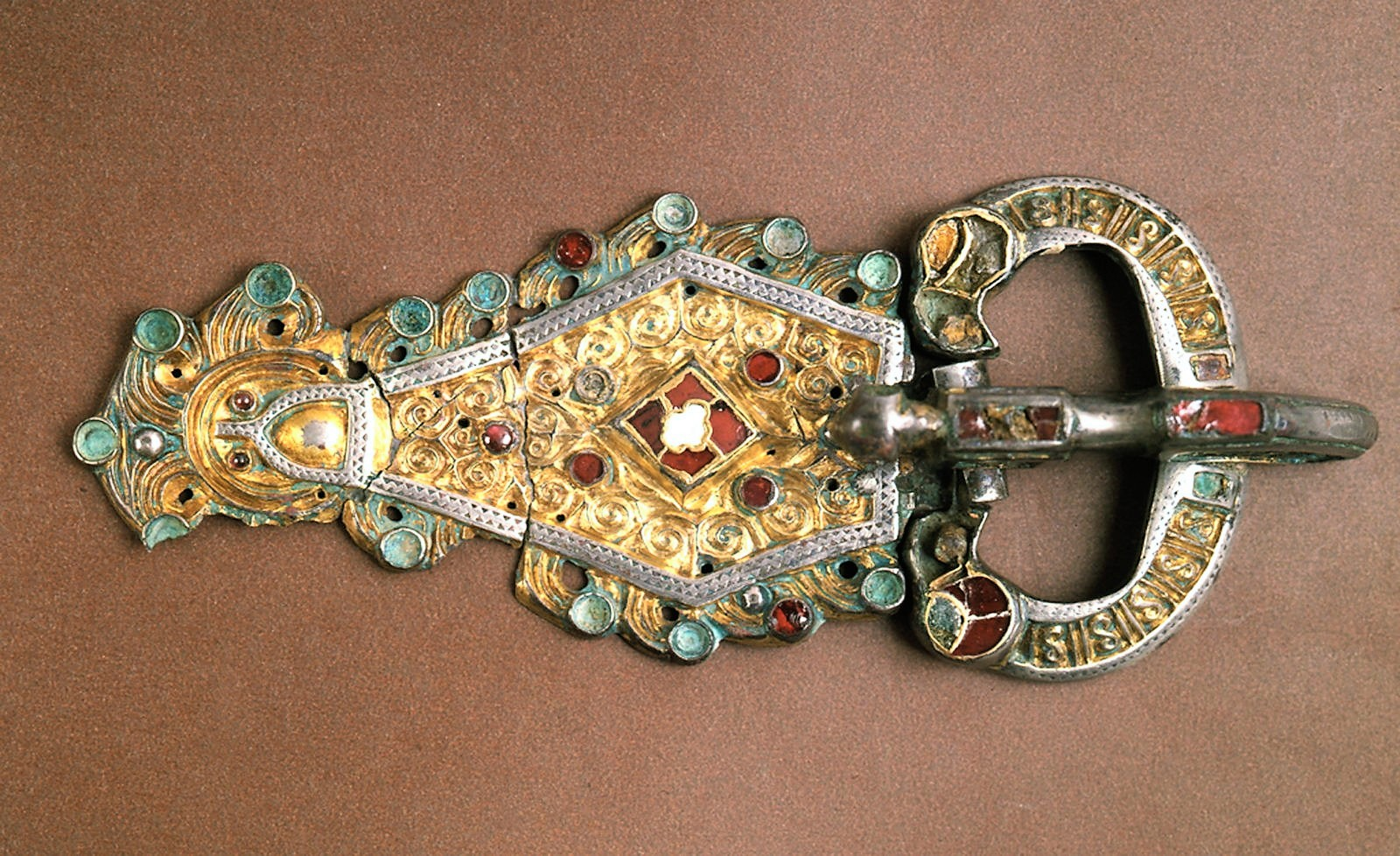
Boucle de ceinture Ostrogoth.
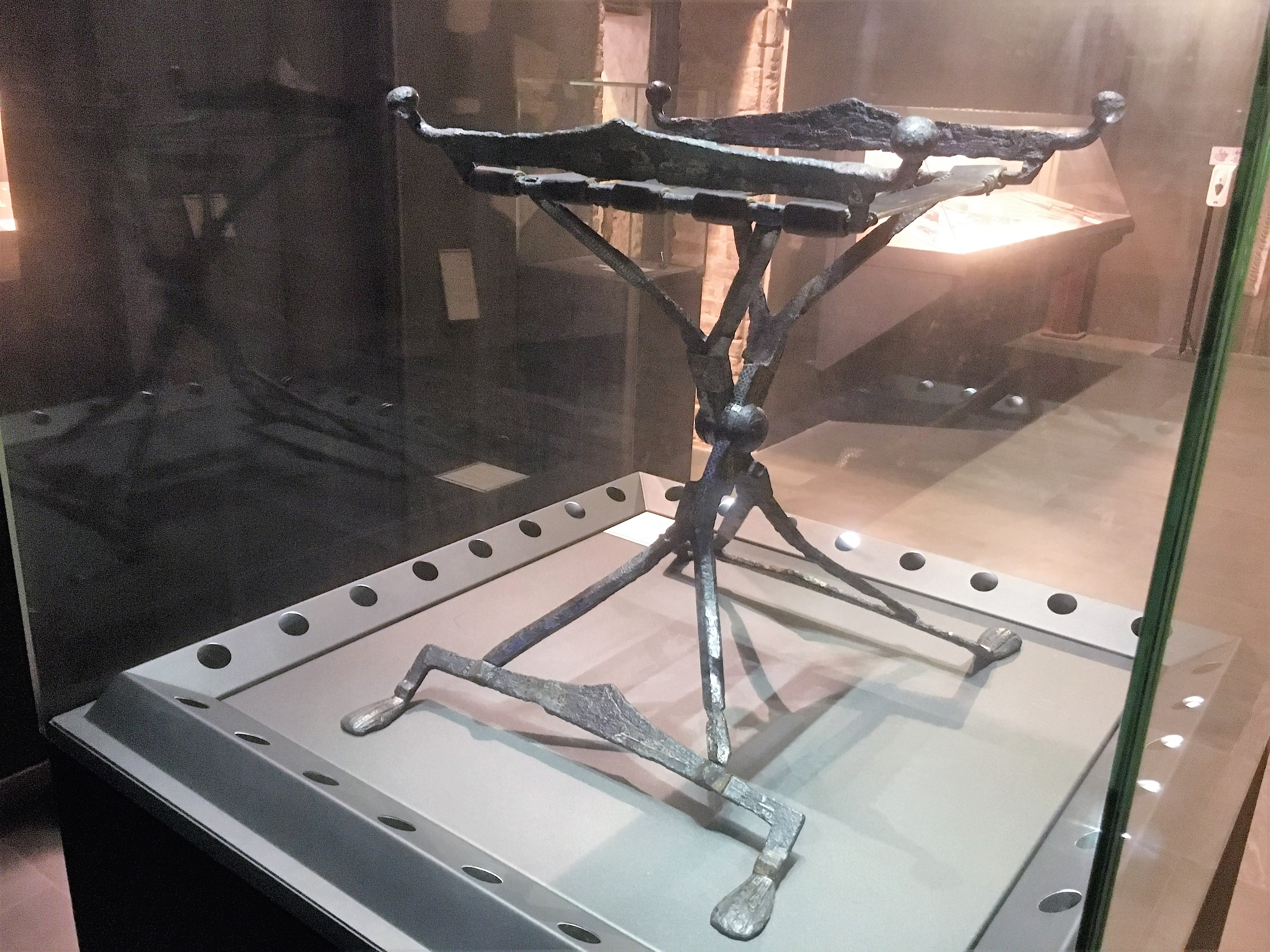
Sella Plicatilis, IXe et Xe siècles.

Toujours liée aux événements de Pavie et de son territoire est la salle lombarde, où l'argenterie paléochrétienne est exposée (y compris une cuillère liturgique, un bol et un nœud de calice trouvés entre le presbytère et le bas-côté de la basilique San Michele Maggiore en 1968), bijoux de l'époque romaine tardive et ostrogothique (dont quelques notables fibules à étrier) et objets de l'époque lombarde (dont une rare statue en bronze de l'époque lombarde représentant un guerrier), témoignent de l'importance et de la splendeur de Pavie, alors capitale du royaume. De nombreuses découvertes de grand intérêt (y compris historiques) sont conservées : la façade d'un sarcophage du IIe siècle. il contient une épigraphe commémorant le travail du roi gothique Athalaric à l'amphithéâtre de Pavie entre 528 et 529. En même temps, il y a aussi une épigraphe funéraire en marbre et écrite en grec par une famille syriaque, venant de l'église San Giovanni à Borgo et quelques fragments de tuiles portant l'estampille de l'évêque Crispinus II (521-541), preuve de la présence de fours dans la ville même après la fin du monde romain.
Dans la salle se trouvent également la grande pierre tombale en marbre, trouvée à Villaregio au XIXe siècle, par le philosophe Boèce (environ 480 - 524 ou 526), et les pierres tombales du roi Cunipert, de sa fille Cuniperga, de la reine Ragintruda et Duc Audoald. Les témoins de la sculpture lombarde à l'époque du roi Liutprand sont les plutei bien connus de Theodota, qui représentent l'arbre de vie entre des dragons ailés et un calice flanqué de paons, et le fragment de pluteus avec une tête d'agneau de l'ancien Le palais royal de Corteolona, bien que toujours lié au passé royal de Pavie, est l'inscription du sarcophage de la reine Ada (épouse du roi Hugues d'Arles, décédée en 931 et enterrée dans l'église San Gervasio et Protasio) et la sella plicatilis, une chaise pliante d'art carolingien ou ottonien en fer recouvert d'argent et de cuivre doré, exemplaire rare (très peu de musées européens conservent du mobilier de cette époque et presque aucun n'atteint la qualité de l'exemplaire de Pavie) en raison de sa complexité technique et de sa décoration raffinée.

### Section Romane et Renaissance
L'évolution artistique et architecturale de la ville est représentée dans les salles (7e - 14e), où sont conservées les découvertes sculpturales et architecturales romanes, gothiques et de la Renaissance, en particulier la section romane est probablement l'une des plus importantes du nord de l'Italie. Beaucoup d'entre eux proviennent de bâtiments détruits au XIXe siècle, comme ceux des églises de Santa Maria del Popolo et de Santo Stefano (du XIIe siècle et démolies au XIXe siècle pour faire place à la cathédrale). En particulier, les portails monumentaux des deux églises (salles VIII et X), de nombreux chapiteaux et une partie du mur en briques vernissées blanches, vertes et bleues de Santa Maria del Popolo (XIe siècle), parmi les plus anciens italiens (et européens) exemples de majolique.
De Santa Maria del Popolo proviennent également des chapiteaux (XIe et XIIe siècles) qui reflètent les décorations et la forme des chapiteaux corinthiens de l'âge classique et un chapiteau représenté et sept figures qui maintiennent le personnage au centre, tandis que le dernier de ces séries portent respectivement une croix et un couteau.
Les sculptures romanes les plus importantes sont également conservées dans la dixième salle: celles de l'église de San Giovanni in Borgo (également démolie au XIXe siècle pour agrandir le jardin du Collège Borromeo), parmi lesquelles on se souvient d'un chapiteau avec dragons et télamon et un chapiteau aux dragons mordus par des masques, œuvre du soi-disant Maître des Dragons, le tout remontant aux premières décennies du XIIe siècle.

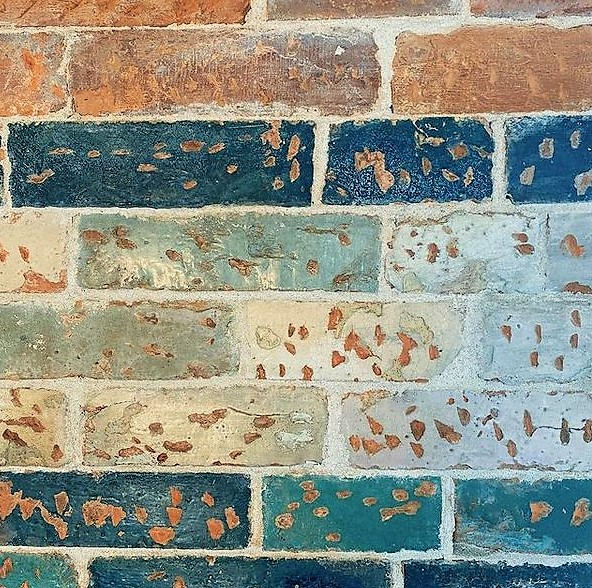
Briques vernissées de Santa Maria del Popolo, XIe siècle.
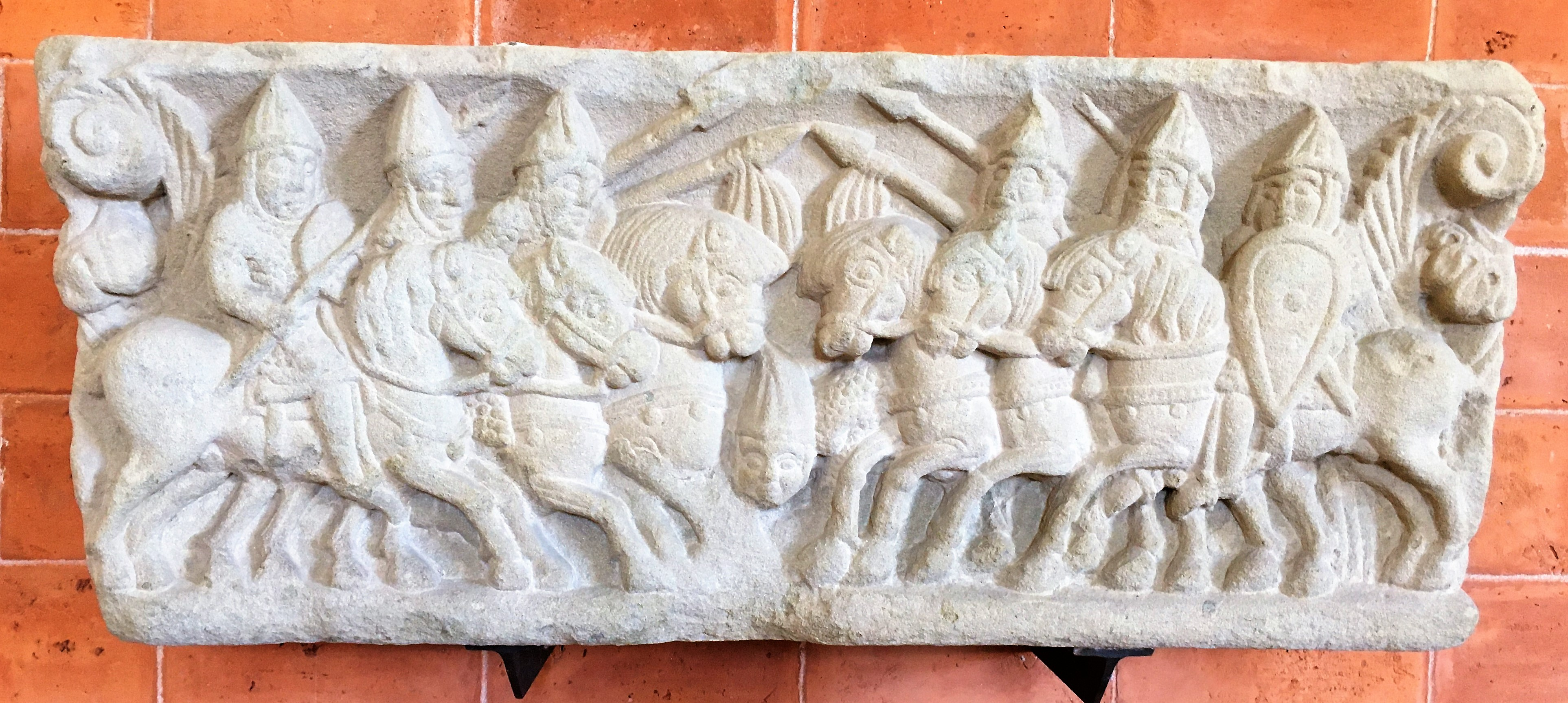
Chapiteau avec scène de bataille, première moitié du XIIe siècle.
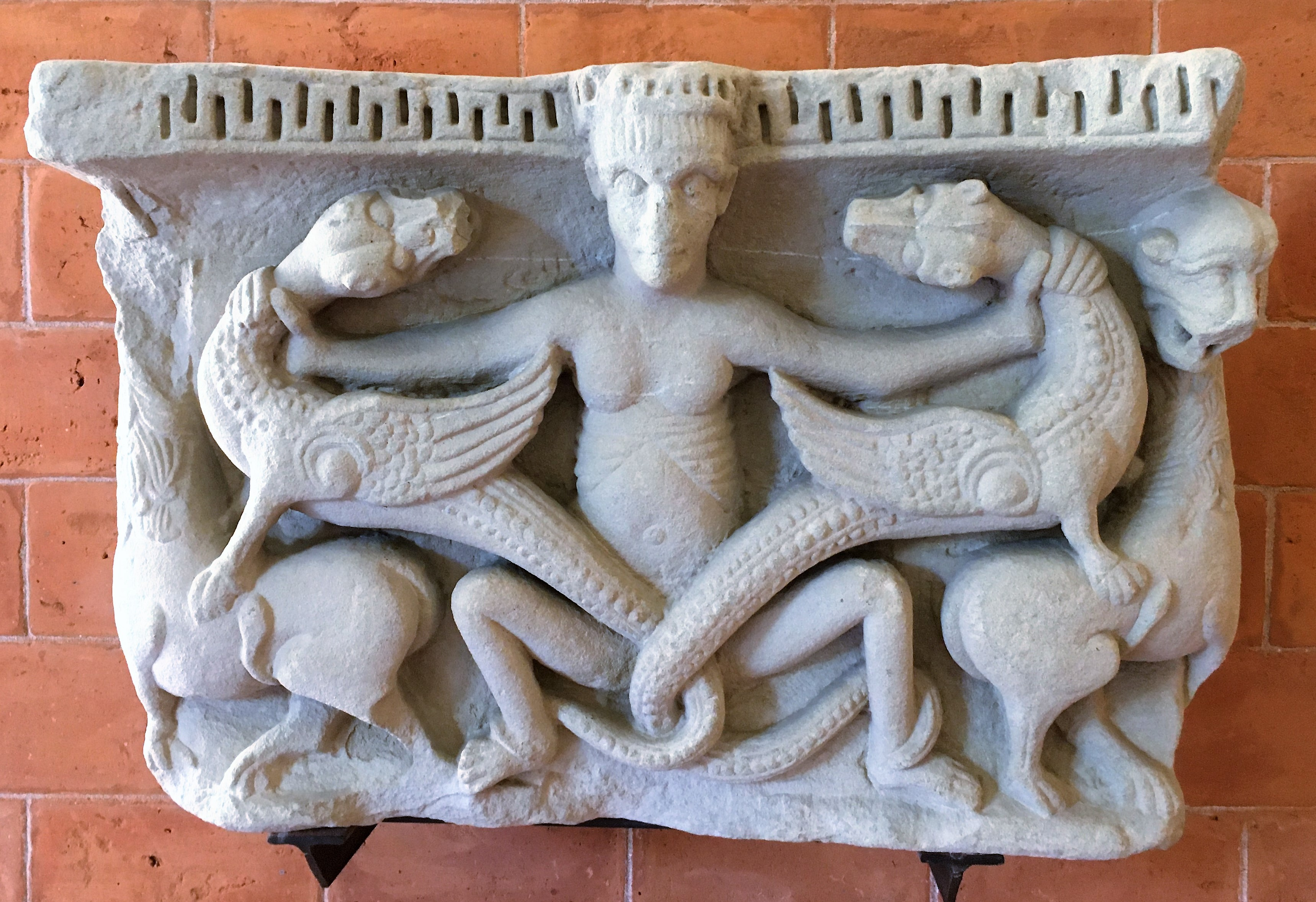
Chapiteau du Maître des Dragons, XIIe siècle.
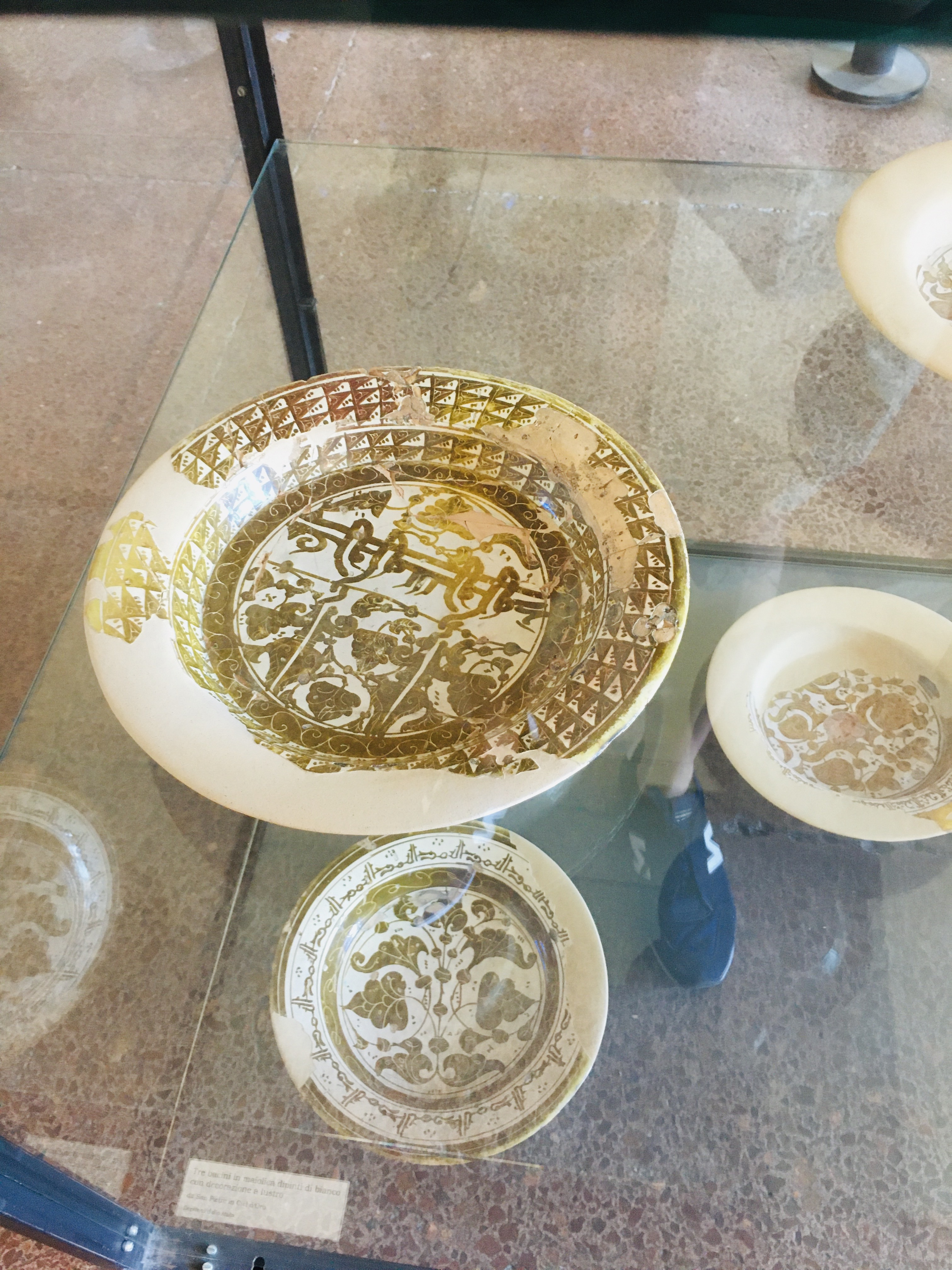
Certains des plats islamiques, XIe et XIIe siècles.
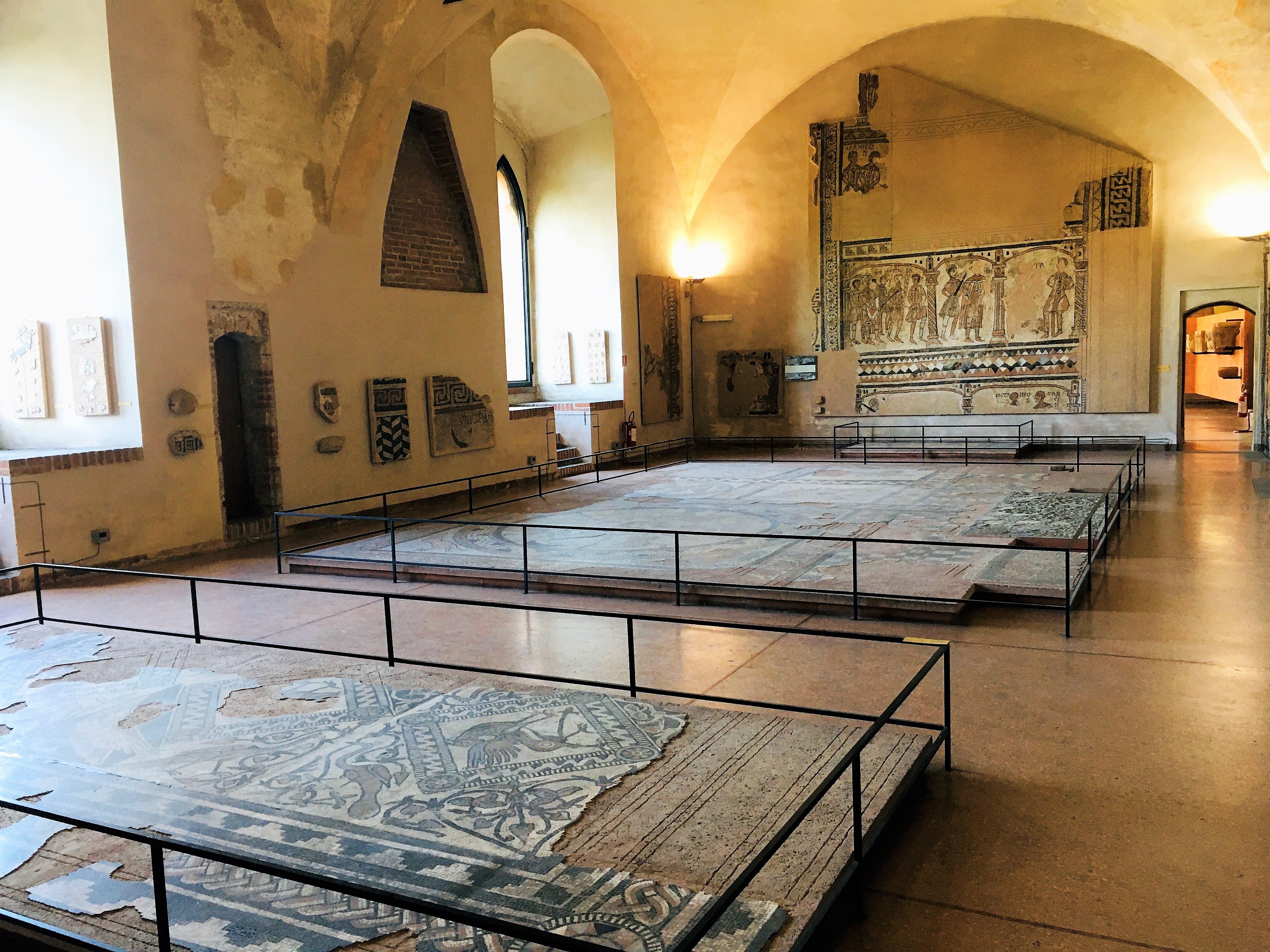
La salle des mosaïques romanes, XIe et XIIe siècles.

Les nombreux plats exposés sont particulièrement intéressants, tous des produits importants de l'Orient islamique et byzantin, qui ornaient les façades des églises et des bâtiments (beaucoup se trouvent encore sur les façades des églises romanes de Pavie, à tel point que Pavie, après Pise et Rome est la ville italienne qui en conserve le plus grand nombre). Il s'agissait de produits très coûteux et précieux, fabriqués avec des techniques alors inconnues en Occident.
D'autres découvertes contemporaines sont également d'origine orientale, comme un cercueil islamique du XIe siècle en papier d'aluminium gaufré (provenant du Daghestan) de la basilique San Teodoro. Outre les découvertes sculpturales, des mosaïques romanes (XIIe siècle) provenant des églises de Santa Maria del Popolo, Sant'Invenzio et Santa Maria delle Stuoie (la roue des mois) sont conservées dans la 11e salle. Les mosaïques de Santa Maria del Popolo ont été trouvées par phases successives lors des démolitions de 1854 et 1936. La mosaïque du sol de la nef centrale adapte le thème d'une grande roue incluse dans un cadre bordé de ruban, de chevrons et, latéralement, de motifs géométriques. La lutte entre la Foi et la Discorde est représentée dans la bande plus large, comme l'indiquent les légendes latines qui marquent encore le loup et le corbeau. La mosaïque de la nef droite représente plutôt des scènes du martyre de saint Eustache et se distingue également par la rareté iconographique (la passion du saint est représentée dans les chapiteaux de l'église de Vézelay en Bourgogne, dans le cloître de Monreale, mais celui de Pavie serait le seul exemple de mosaïque).

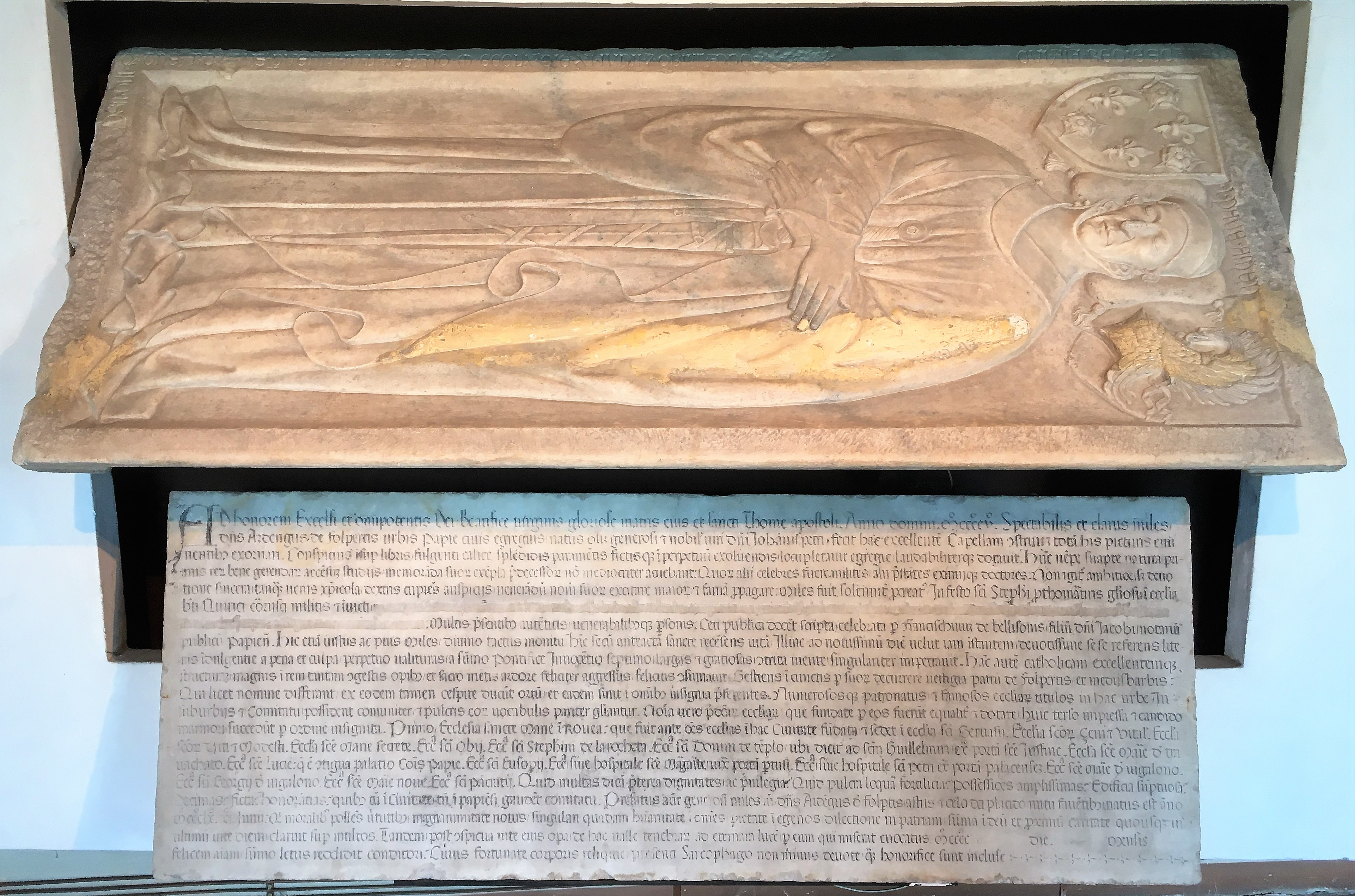
Jacopino da Tradate, pierre tombale d'Ardengo Folperti, vers 1430.
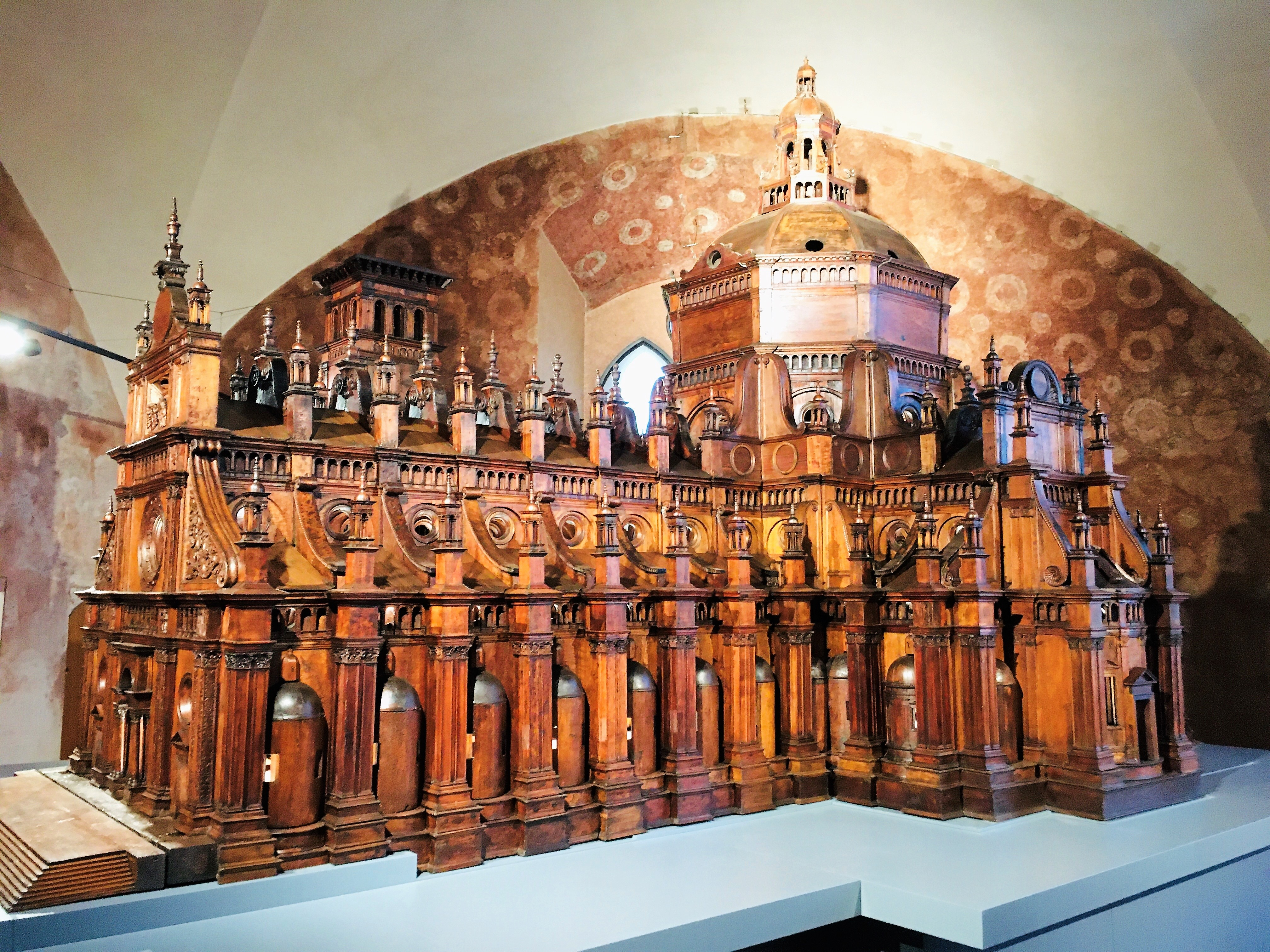
Maquette de la cathédrale de Pavie, 1497.
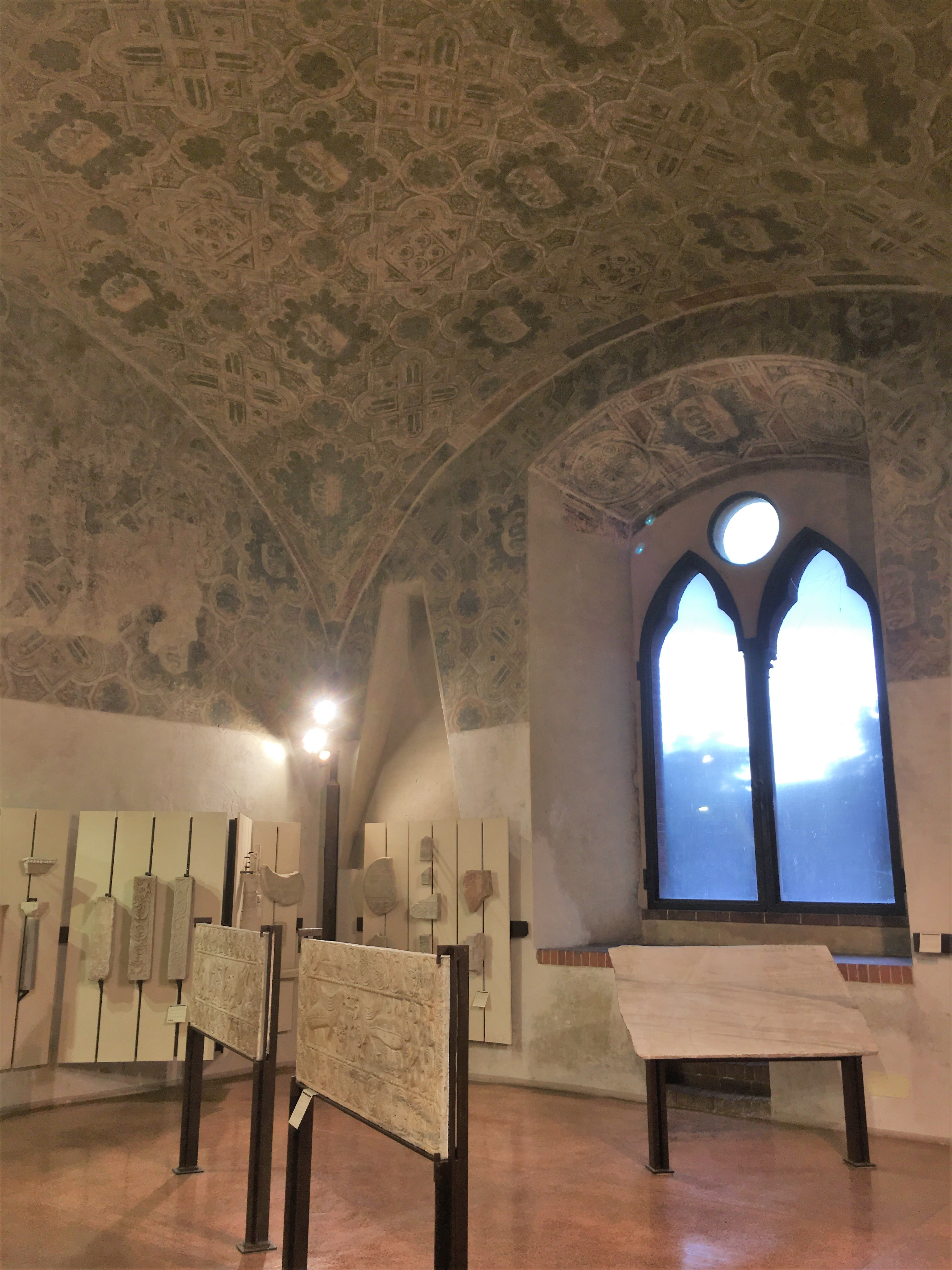
Une des chambres de la section Lombard.

Une série homogène de chapiteaux en marbre rouge de Vérone décorés de feuillages et de têtes, de belle facture et d'expression de la sculpture gothique tardive lombarde (fin du XIVe siècle), est particulièrement intéressante. Les démolitions et démolitions perpétuelles du tissu bâti urbain ont donné au musée un nombre impressionnant de terres cuites architecturales ; par conséquent, les pièces individuelles témoignent de leur pertinence pour les cordons, les fenêtres, les portails et, selon les exigences de style, pour un renouveau que la ville a connu surtout à l'époque des Visconti et des Sforza, aux côtés des grands édifices publics et des palais nobles, même les petits propriétaires sont venus mettre à jour leurs maisons au nouveau goût. Au-delà de la restitution éventuelle d'un certain contexte, la même qualité est une donnée significative d'une production paléo-industrielle que l'existence documentée de fours, à partir de la première moitié du XIVe siècle, peut attribuer à Pavie. La pierre tombale d'Ardengo Folperti (ministre de Filippo Maria Visconti décédé en 1430), attribuée à Jacopino da Tradate et l'épigraphe funéraire de Francesco da Brossano (petit-fils de François Pétrarque décédé en bas âge à Pavie, remontent également au même période qui a été enterré dans l'église de San Zeno). En particulier, la dalle Folperti devait constituer le couvercle du sarcophage d'un monument plus complexe, tandis que l'épigraphe de Francesco da Brossano se caractérise par le raffinement des caractères gothiques, élégamment gravés et dorés, accompagnant l'importance du texte poétique, dans des couplets élégiaques, dictés par Pétrarque lui-même. Riche aussi la section Renaissance qui conserve des œuvres d'art du chantier de la Chartreuse de Pavie (en particulier de nombreuses sculptures en terre cuite) et des témoignages sculpturaux attribués à l'école de Giovanni Antonio Amadeo et Cristoforo et Antonio Mantegazza, actif dans la décoration de la façade de la Chartreuse : dont le panneau avec l'Annonciation du monastère de San Salvatore, avec des influences bramantes évidentes, et l'édicule avec la Pietà, autrefois collée dans le mur extérieur de l'hôpital San Matteo ou le buste de télamon attribué à Annibale Fontana.

### Musée du Risorgimento

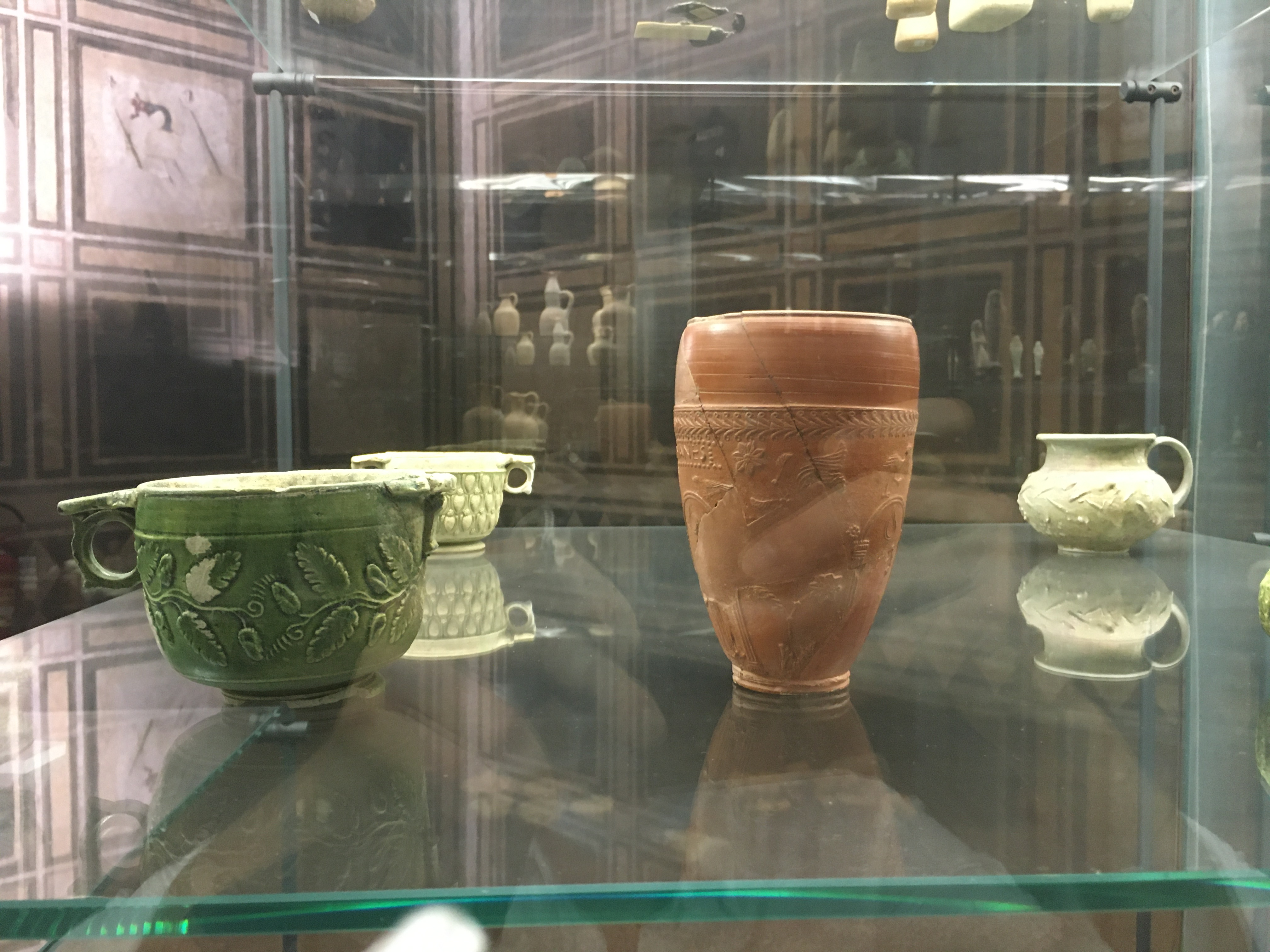
Poterie vernissée et céramique sigillée, Ier siècle.

Le musée du Risorgimento a été créé par la municipalité en 1885, initialement grâce aux nombreux legs de citoyens qui, pour diverses raisons, ont participé à l'épopée du Risorgimento et ont laissé des documents, des livres, des photographies, des armes et des objets au nouveau musée. L'itinéraire du musée est divisé en trois salles : la première salle couvre la période allant des années de règne de Marie-Thérèse d'Autriche jusqu'au Royaume de Lombardie-Vénétie, consacrant un espace particulier à la vie sociale, économique et culturelle de Pavie, à la vivacité de son université, recueillant également des matériaux d'âge antérieur, comme un sceau de la municipalité de Pavie du XVIe siècle. La deuxième salle est entièrement consacrée à la famille Cairoli, tandis que la troisième salle expose des armes et des uniformes (autrichiens, piémontais et français) de la période du Risorgimento et consacre un espace à la figure de Giuseppe Garibaldi et de Benedetto Cairoli.

### Autres collectes

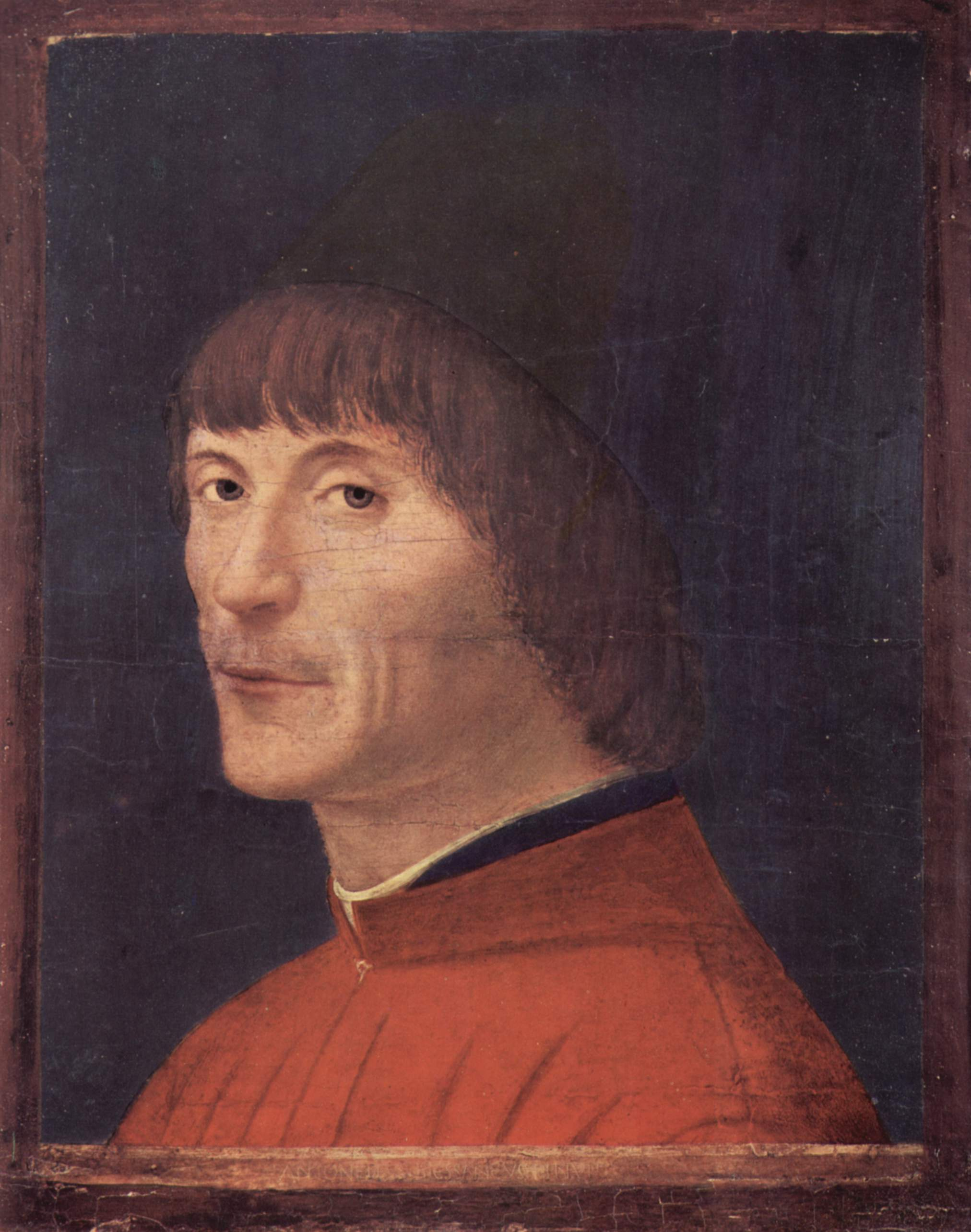
Antonello de Messine, Portrait d'homme, vers 1460.

Le musée rassemble également d'autres collections, comme celle de Luigi Robecchi Bricchetti, ingénieur et explorateur de Pavie, qui a fait don au musée en 1926 de nombreux artefacts collectés par lui en Afrique et celle de la numismatique, constituée surtout grâce à d'importants legs, tels que la collection de Camillo Brambilla, qui compte environ 50 000 pièces et couvre une période chronologique entre les émissions grecques classiques et la frappe de la période moderne, avec une richesse particulière pour le secteur relatif aux pièces médiévales et modernes et aux pièces émises par la Monnaie de Pavie.

### Pinacothèque Malaspina

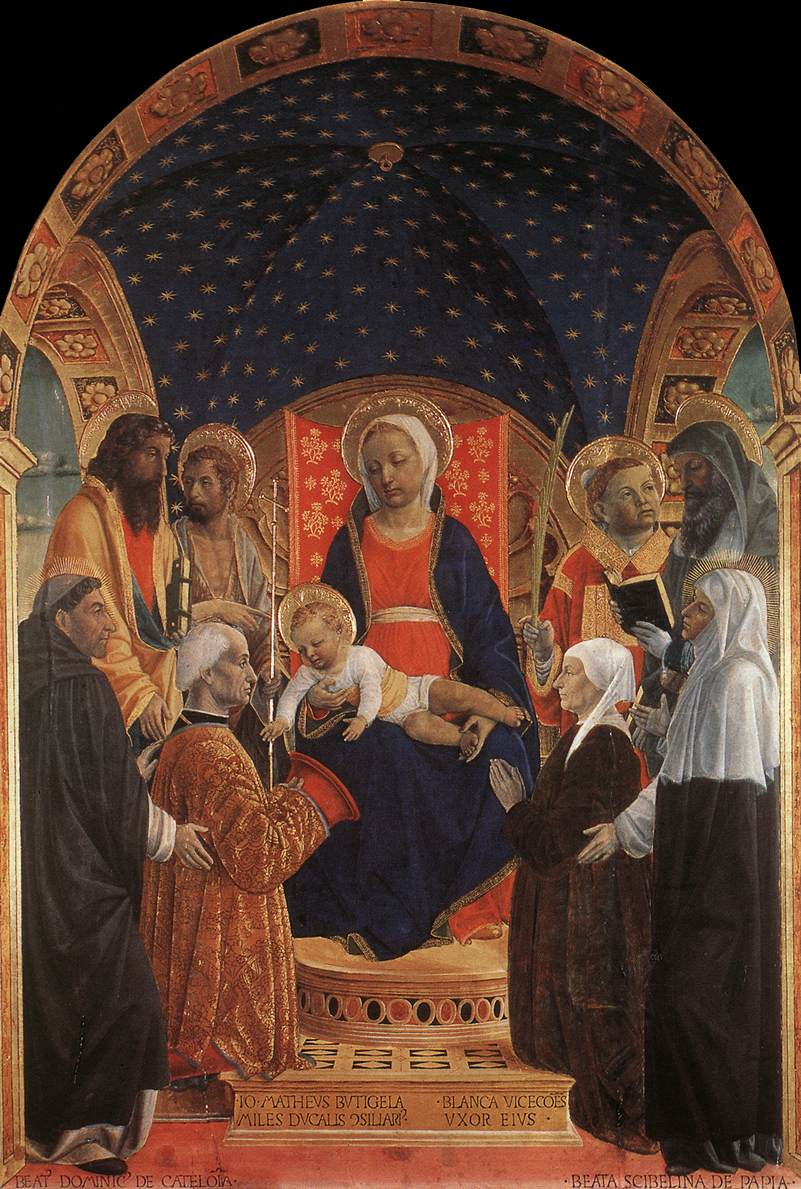
Vincenzo Foppa, Retable Bottigella.

La galerie d'art Malaspina a son noyau dans la donation du marquis Malaspina  qui fut élargie par des dons ultérieurs de diverses entités et personnalités, telles que Brambilla et Radlinski. En 2001, la galerie d'art s'est enrichie de l'héritage des collectionneurs de Pavie, Carla et Giulio Morone, comprenant  66 œuvres, dont des peintures, des pastels et des dessins d'artistes italiens tels que Federico Zandomeneghi, Giovanni Segantini, Plino Nomellini, Giuseppe de Nittis, Luigi Conconi, Daniele Ranzoni, Tranquillo Cremona, Giovanni Boldini, Giuseppe Pellizza da Volpedo, Vittore Grubicy de Dragon, Carlo Fornara, Oreste Albertini et bien d'autres. À l'intérieur de la galerie de photos, il y a aussi de nombreux exemples de majolique de Pavie, la ville en effet, entre le XVIe et le XVIIIe siècle, était l'un de ses principaux centres du nord de l'Italie.
Dans une salle se trouve la rare maquette en bois de la cathédrale de 1497, œuvre de Giovanni Pietro Fugazza et Cristoforo Rocchi, l'une des rares maquettes en bois de la Renaissance qui nous soient parvenues.
La Pinacothèque Malaspina et les collections de peintures jusqu'en 1800, comprennent les œuvres suivantes :
- Antonello de Messine : Portrait d'un homme
- Jacopo di Casentino : Saint François reçoit les stigmates, S. André et S. Jean, la Crucifixion
- Spinello Aretino : Saint Jean Baptiste en prière
- Simone dei Crocefissi : Couronnement de la Vierge

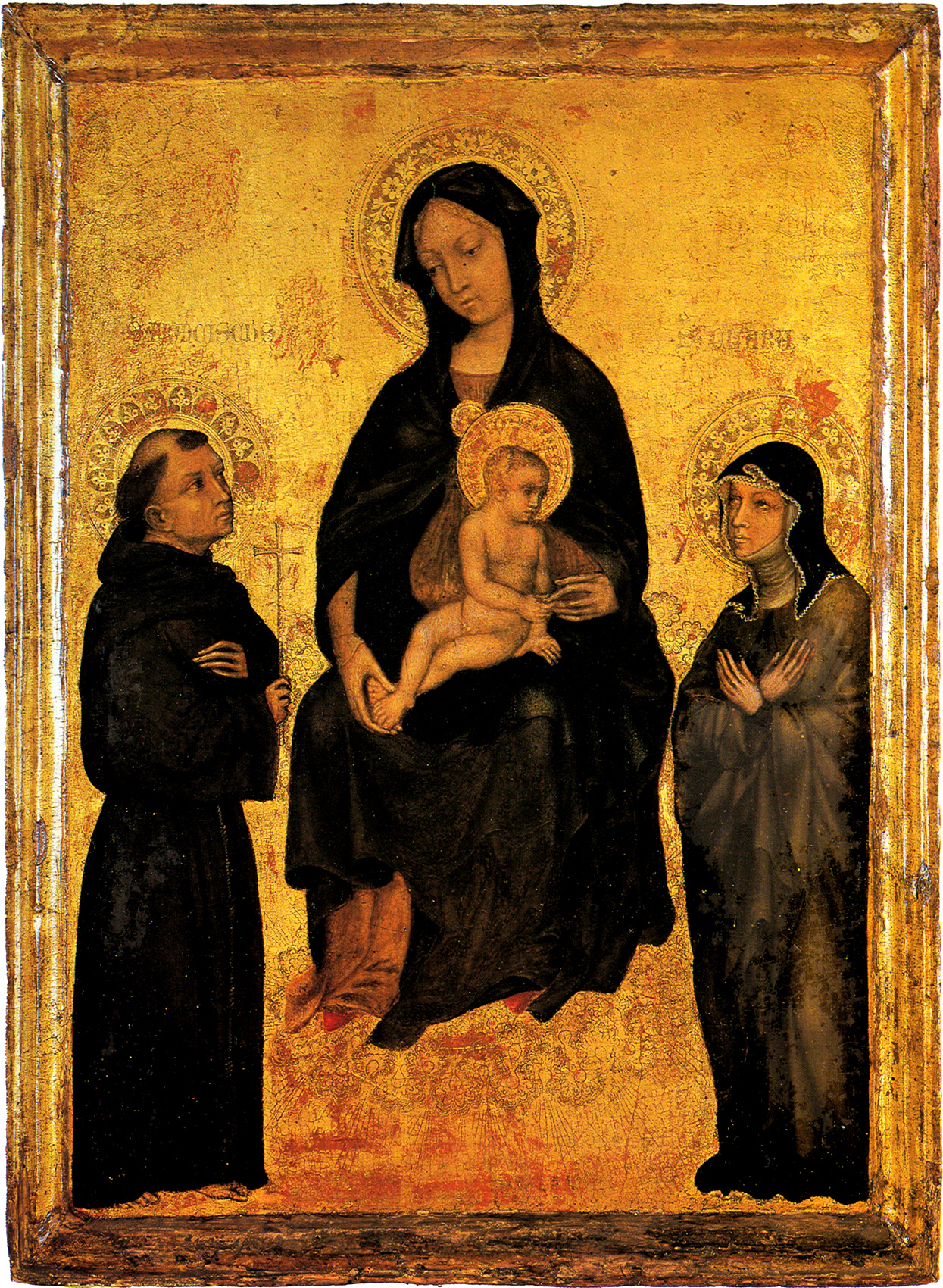
Gentile da Fabriano, Vierge en gloire entre saint François et sainte Claire.

- Guariento di Arpo  : Tête de Chérubin, du Palais Carrares de Padoue
- Gentile da Fabriano : Vierge à l'Enfant avec les saints François et Claire
- Michelino da Besozzo : La Pitié
- Michele Giambono : Véronique
- Vincenzo Foppa : retable Bottigella
- Hugo van der Goes : Vierge à l'Enfant
- Giovanni Bellini : Vierge à l'Enfant
- Ambrogio Borgognone : Christ portant la croix et Chartreux
- Bernardo Zanale : Vierge à l'Enfant entre sainte Marie-Madeleine et sainte Catherine d'Alexandrie
- Alvise Vivarini : Le Saints François et Jean le Baptiste
- Bernardo Parentino : Scène de bataille, du monastère de Santa Giustina à Padoue
- Girolamo Mocetto : Bataille de chevaliers juifs contre les Amalécites

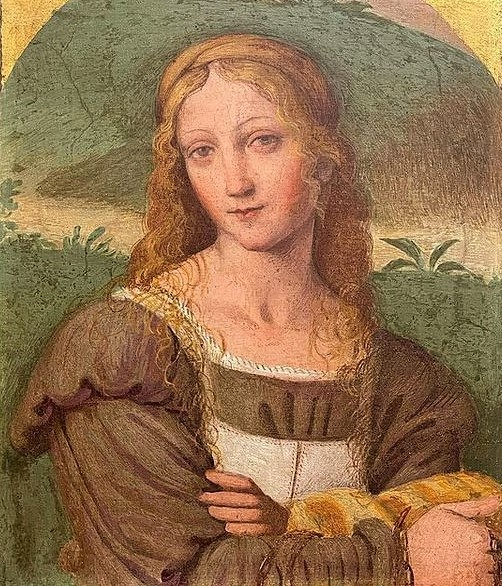
Bernardino Luini, Portrait de femme.

- Andrea del Sarto : Vierge à l'Enfant et S. Giovannino
- Benvenuto Tisi : Mariage de la Vierge
- Bernardino Luini : Figure féminine
- Le Corrège: Sainte Famille avec les saints Jean et Élisabeth
- Defendente Ferrari : Crucifixion
- Cima da Conegliano : Saint Jean l'évangéliste
- Bartolomeo Montagna : La Sainte Famille
- Benedetto Rusconi : Vierge à l'Enfant
- Pietro Grammorseo : Saint François d'Assise
- Bernardino Licinio : Portrait de dame en robe rouge
- Giampietrino : Madeleine
- Pâris Bordone : 
  - Le Rédempteur
  - Christ et Deux Disciples sur le chemin d'Emmaüs
- Paul Véronèse : Saint Jérôme pénitent
- Teodoro Ghigi : Adoration des bergers

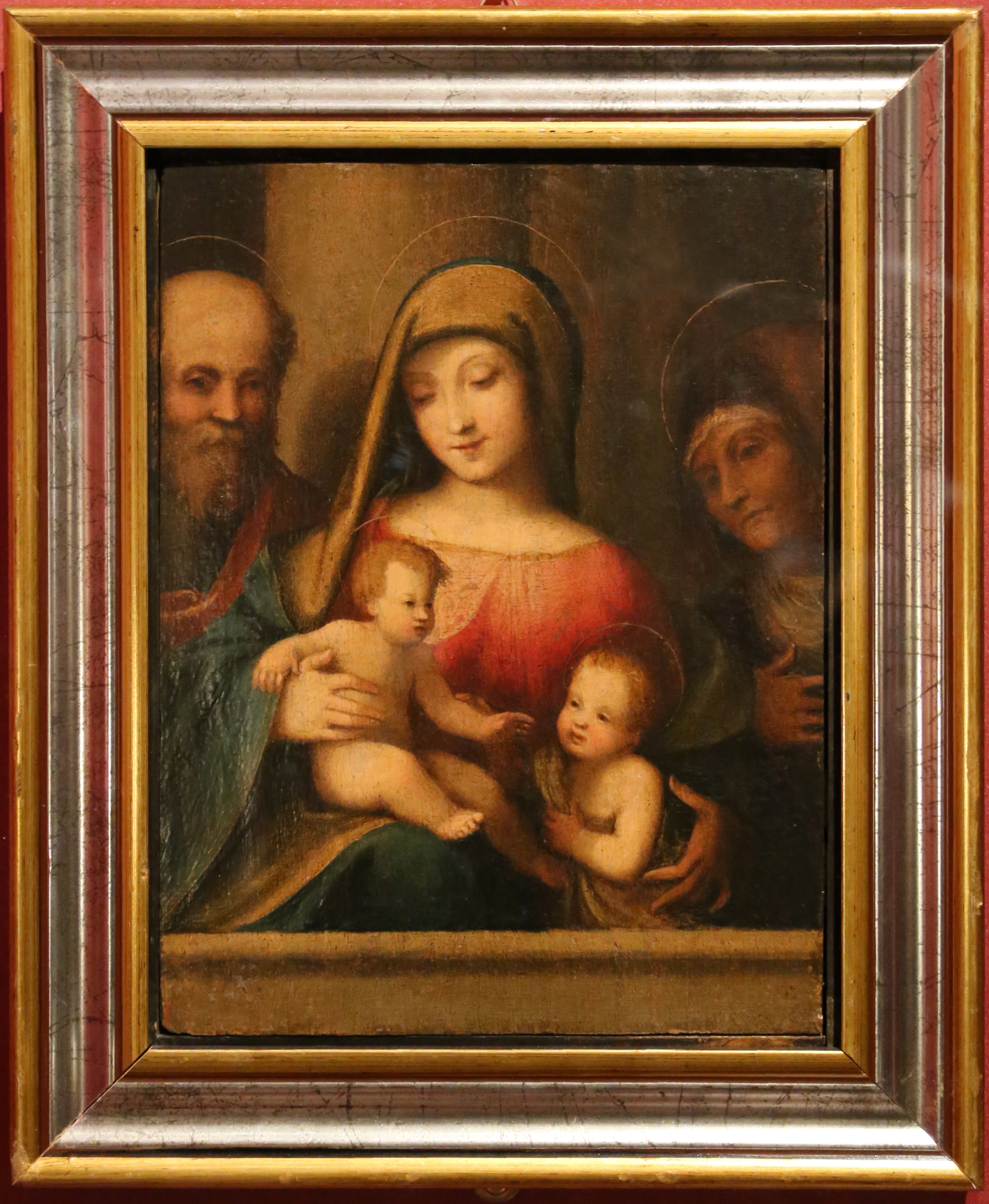
Le Corrège, Sainte Famille avec les saints Jean et Élisabeth.

- Dario Varotari: La Pietà entre les saints Michel et Christophe
- Ambrogio Figino : Junon, Jupiter et Io
- Luca Cambiaso : Vierge à l'Enfant, Sainte Elisabeth et Saint Jean Baptiste
- Palma le Jeune : Annonciation
- Giovanni Battista Trotti : Christ au jardin des oliviers
- Piermaria Bagnadore : Christ
- Guido Reni : Sainte Catherine d'Alexandrie
- Giacomo Cavedone : Saint Jérôme
- Giovanni Battista Crespi : Troisième Cavalier de l'Apocalypse
- José de Ribera : Diogène
- Camillo Procaccini : Le Retour du fils prodigue
- Nicola Malinconico: Le Jugement de Pâris
- Carlo Francesco Nuvolone : Portrait d'une gentille femme
- Giuseppe Bottani : 
  - Ulysse transformé par Athéna en mendiant
  - Athéna révèle Ithaque à Ulysse
- Giandomenico Tiepolo : 
  - Chef d'Orient
  - Tête d'un vieil homme
- Andrea Appiani : Vénus et Hyménée

- Francesco Hayez : 
  - L'accusation secrète

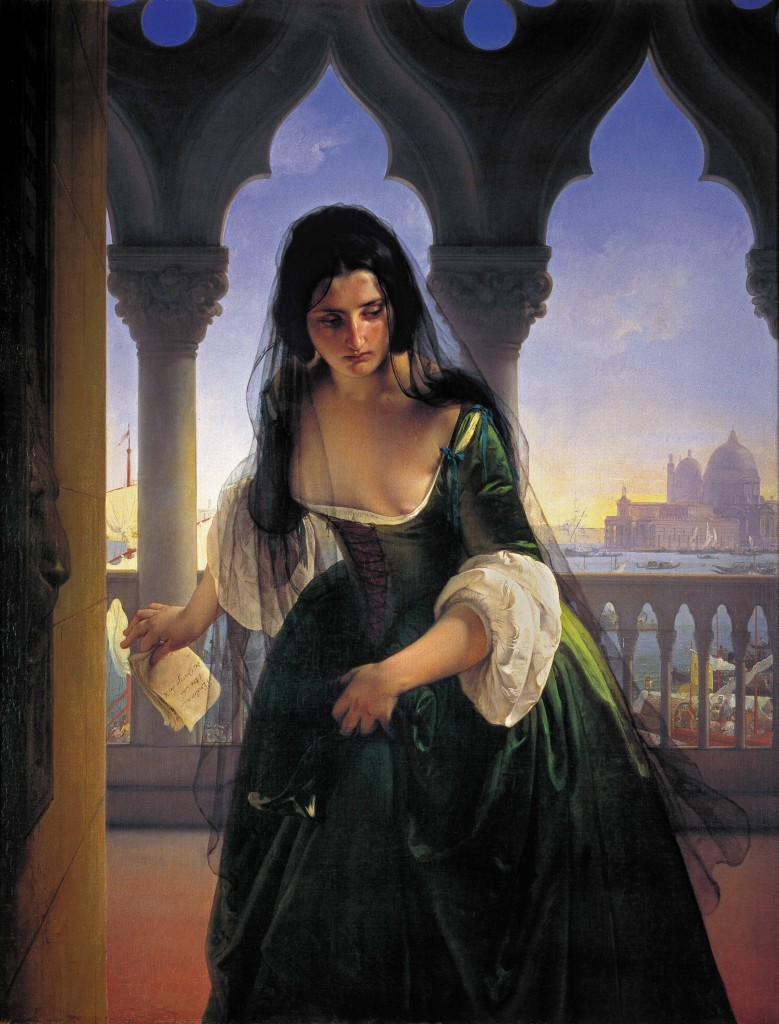
Francesco Hayez, L'Accusation secrète.

  - Réconciliation d'Otton II avec sa mère Adélaïde de Bourgogne
- Giovanni Carnovali : 
  - Fuite en Égypte
  - Ariane abandonnée
- Tranquillo Cremona : Portrait de Nicolas Massa
- Federico Zandomeneghi : Réflexion
- Giovanni Segantini : Le Fauconnier
- Giuseppe Pelizza : Charité chrétienne

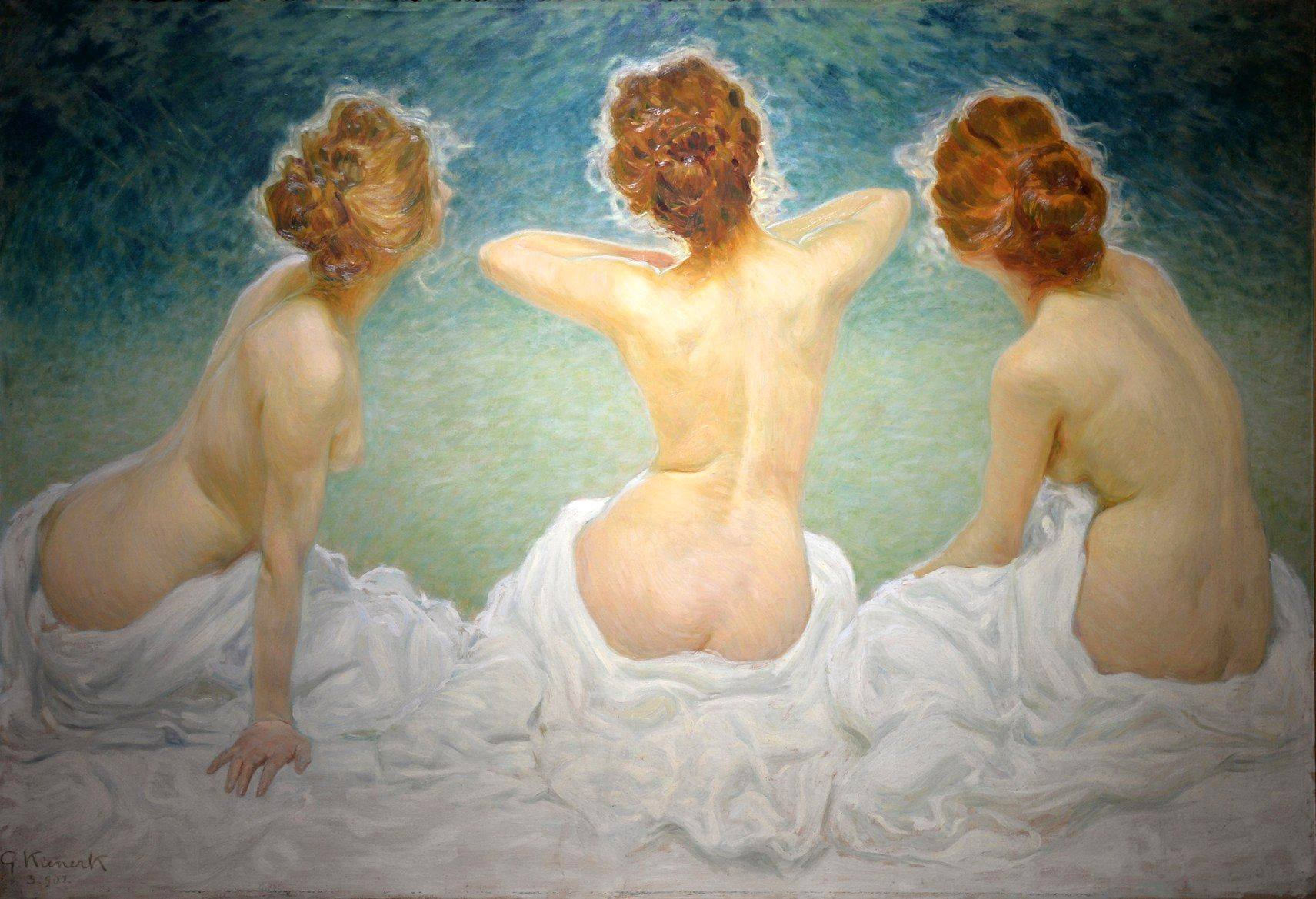
Giorgio Kienerk, Jeunesse.

- Plinio Nomellini : Lucille - la Ninina
- Giuseppe De Nittis : La Dame aux jumelles
- Giorgio Kienerk: 
  - Jeunesse
  - L'Énigme humaine
- Renato Guttuso : Nu transversal